# 2023年布拉格枪击案
2023年12月21日，捷克布拉格市中心杨·帕拉赫广场附近的查理大学文学院发生大规模枪击事件，造成包括枪手在内的15人死亡，另有25人受伤，其中10人伤势严重。在此次對大学的袭击发生前，枪手的父亲被发现死于附近的克拉德诺县霍斯托温的家中。更早的12月15日，一名32岁男子和他两个月大的女儿被殺，警方懷疑兇手就是此次槍擊案的枪手。
警方赶到现场后，封锁了枪击现场周围的大片区域。枪手饮弹自尽，大学大楼内的人员得到疏散 。槍手為查理大學學生，其在行兇前就打算自殺。捷克政府决定将12月23日定为全国哀悼日，當天全國降半旗致哀。
此次事件是自1993年捷克斯洛伐克解体以来捷克历史上死亡人数最多的大规模枪击事件，也是自2015年巴黎巴塔克兰剧院屠杀以来欧洲死亡人数最多的大规模枪击事件之一。

## 案发过程

### 克拉诺维茨卡森林自然保護區谋杀案
2023年12月15日，一名32岁男子与其两个月大的女婴在捷克布拉格东郊的克拉诺维茨卡森林被枪打死。警方派出上百名警员，对整个森林进行地毯式搜查，同时设立特别工作组寻找嫌犯。至12月20日，警方表示仍未发现案件线索，但承诺会持续寻找凶手。亲持枪权团体设立的网站zbrojnice.com认为案件与2005年布拉格森林杀手案有相似之处，犯案的前警察维克多·卡利沃达在內德維迪采附近的一片森林无差别杀害三人，为不久后在布拉格地铁策动大规模枪击案的计划作准备，最终卡利沃达被警方提前抓获。文章最后呼吁读者保持警惕，随身携带枪支。
查理大学文学院枪击案发生五个小时后，警方发布消息，称在嫌犯大卫·科扎克家中找到证明他与森林杀人案有关的证据。在12月22日举行的新闻发布会上，布拉格第一重案组首席警探表示，科扎克是森林谋杀案嫌疑人的其中一位。由于他住在中捷克州，再加上捷克各地的警察局都是独立的，如果要阻止大学枪击案发生，也需要好几天时间。当天晚些时候，警方表示从科扎克家中搜获的枪支经弹道学检测，证明与克拉诺维茨卡森林自然保護區谋杀案现场的子弹相匹配。至12月27日，警方发言人向媒体表示，上周对犯罪现场进行调查的时候，发现了凶手留下的一封遗书，凶手在信中承认自己犯下了森林谋杀案，而信件的具体内容未公布，以免影响后续调查。遗书的消息最初由Denik N披露，后来得到警方确认。

### 霍斯托温灭门案，警方追捕
2023年12月21日，中捷克州警察接到科扎克母亲报警，称朋友给他发消息，说科扎克计划自杀，目前正在从家乡霍斯托温前往布拉格的路上。中午12点45分，警方在科扎克家中发现他父亲的尸体。警察在搜索过程中发现一枚簡易爆炸裝置，所幸没有爆炸。警方发现科扎克为查理大学文学院的学生，同时发出逮捕令，逮捕令表示科扎克持有武器，且非常危险。同时警方在布拉格瓦茨拉夫·哈維爾機場启动安全行动，科扎克的父亲在机场的安保部工作。下午1点许，布拉格警方来到杨·帕拉赫广场，进入查理大学文学院的主楼。情报显示，科扎克会在2点来到采莱特纳街的另一个大楼出席讲座。由于中捷克州警察局已对一名可能自杀的武装人员发出搜查令，警察于13时49分离开主楼，但没有采取任何行动 。警方出动多个部门撤离采莱特纳街大楼的人员，撤离行动于下午2点22分结束，未在大楼及周围发现科扎克的踪影。

### 查理大学枪击案

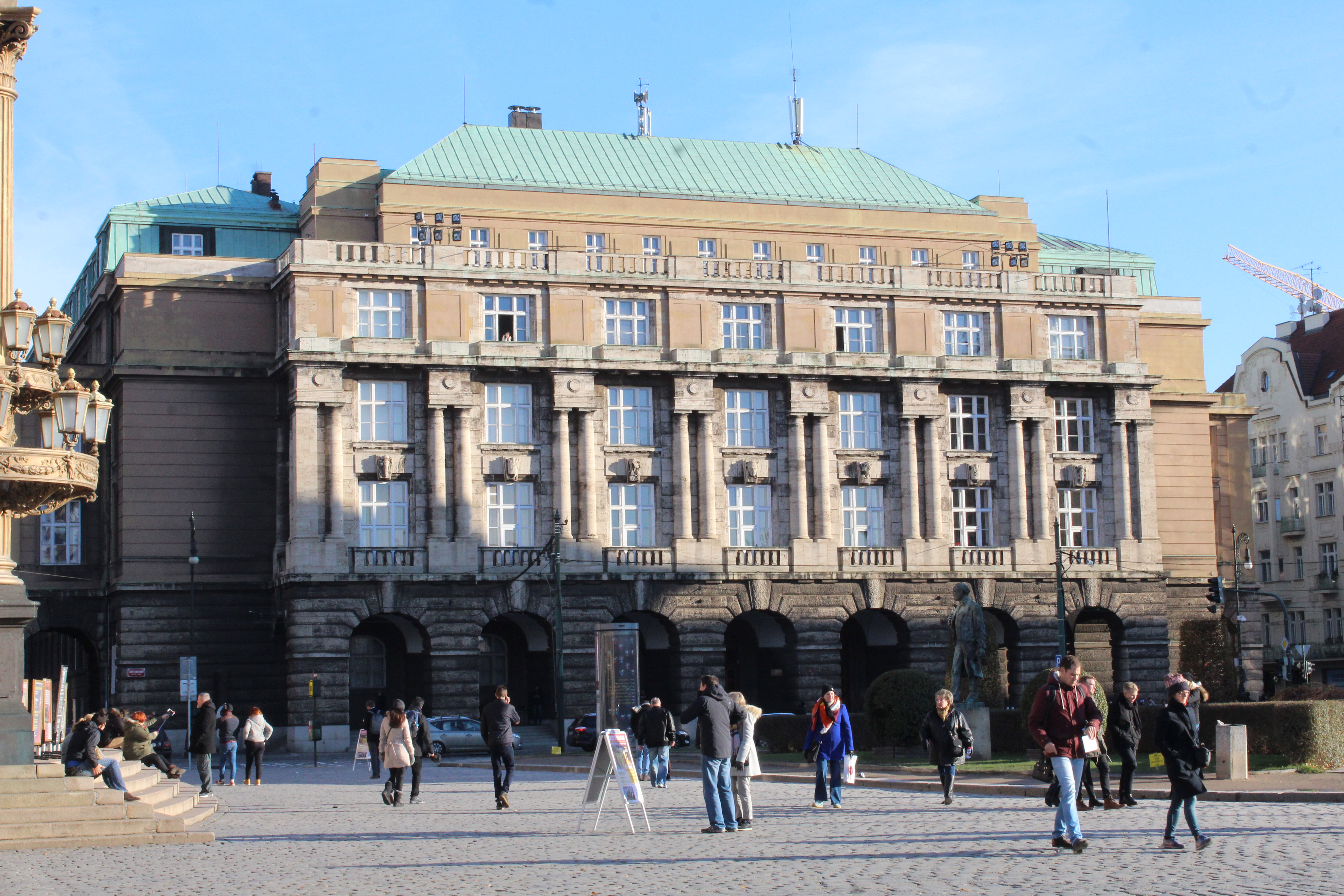
查理大学文学院大楼

下午2点59分，也就是搜捕行动仍在继续的时候，警方接到第一通报告查理大学文学院主楼发生枪击案的报警。枪手随机向大楼五楼的走廊及教室开火，教职员工及学生用家居堵门，部分人沿大楼屋檐跳到邻近大楼逃生。

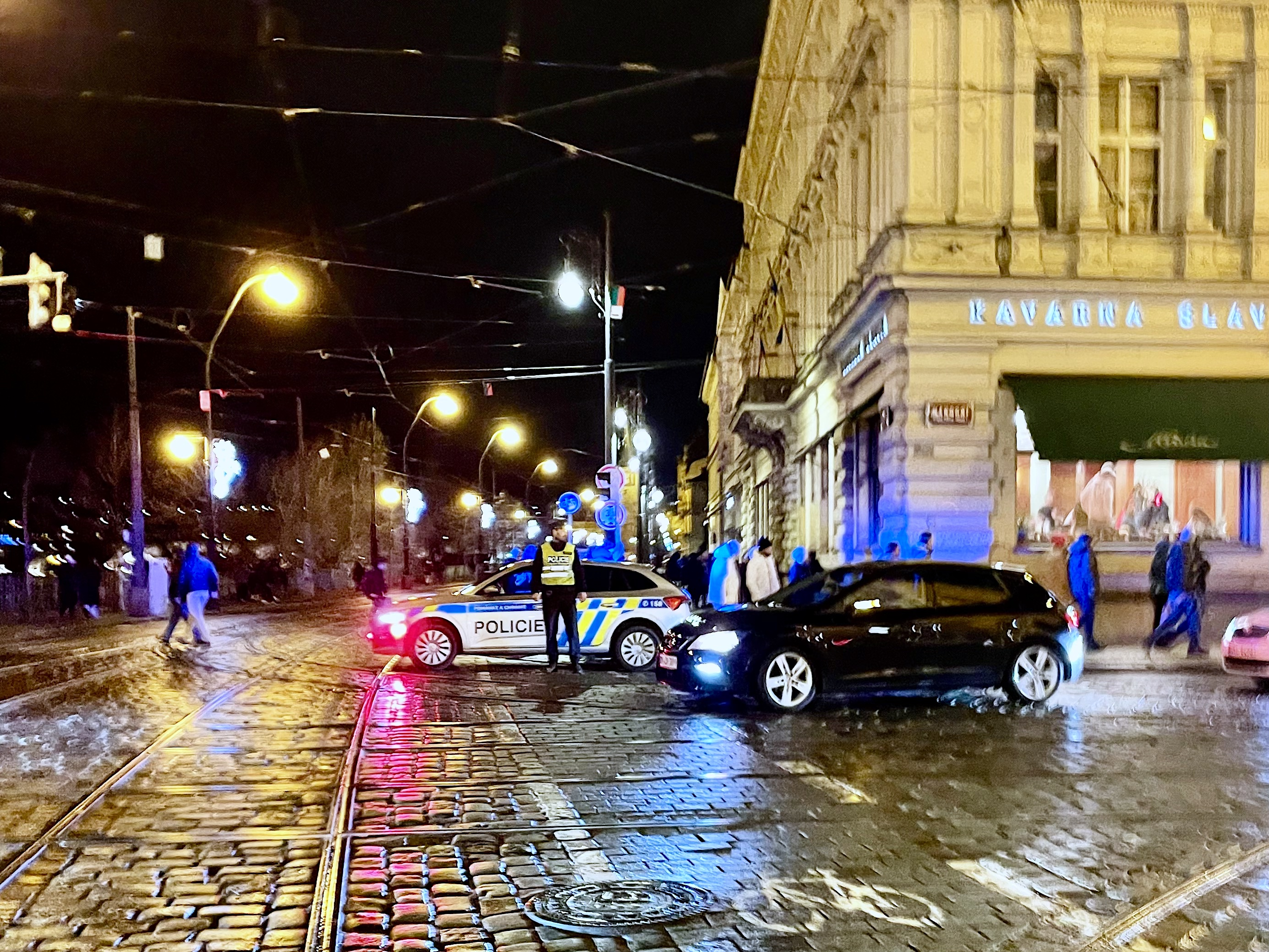
枪击案发生期间，警方逐步封锁布拉格市中心的大部分区域

下午3点5分，第一批增援部队持手枪抵达学院大楼。警方到场后，楼内未传出枪声。据在场学生表示，警方分两批行动，一批在大楼较上层搜查枪手，另一批将学生疏散到街对面鲁道夫音乐厅的较低楼层。医疗系统派大量救护车到场支援。
下午3点11分，警方接到报警，称枪手在屋顶开枪，现场警察遂到较上层搜索枪手。 枪声引起大楼外面民众恐慌，人群往查理大桥逃离。由于楼内没有屋顶方向的指示，警方在寻找屋顶入口的时候花了点时间。与此同时，枪手在地面层与警方交火。下午3点20分，科扎克在大楼楼顶自杀。警方后来在杨·帕拉赫广场及一处阳台发现炸弹。有200多名警察在学院大楼及附近地区交战。
记者吉里·福尔曼（Jiří Forman）拍摄到枪手科扎克持步枪出现在屋顶的视频，当时正在掩护中的吉里朝科扎克大喊，让科扎克朝自己的方向射击，从而成功将火力从撤离大楼的学生身上转移开。

## 受害者

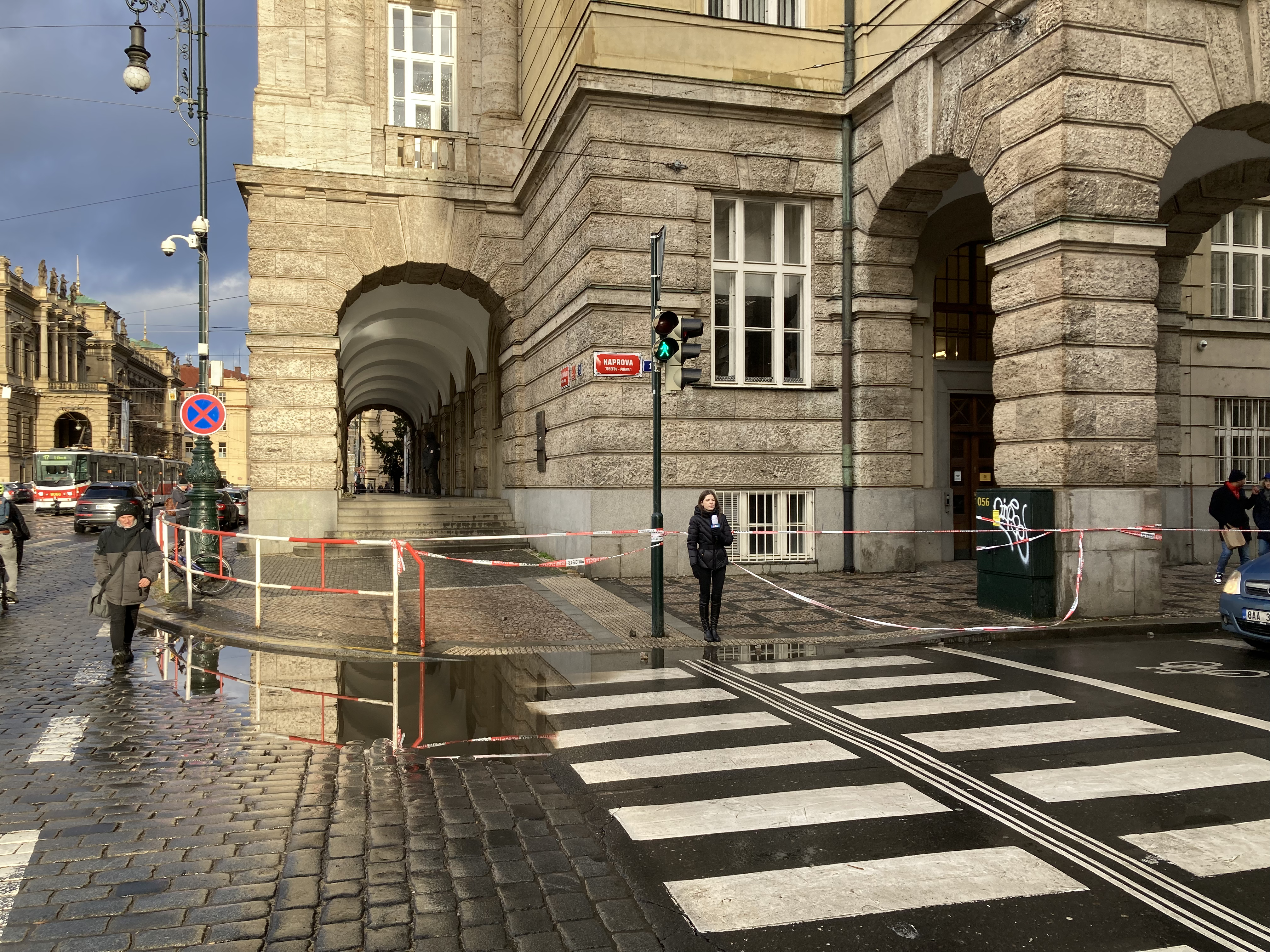
案发第二天，文学院大楼范围仍处于封闭状态

大学内有14人死亡、25人受伤，另外枪手在案发前还在家中射杀了自己的父亲。14名死者中，有13人在大楼内遇害，1人送院不治身亡；早前捷克媒体称一名死者在逃离过程中从大楼坠落，另外有几人因同一原因受伤，
其中兩名受害者是工作人員，包括查理大学音乐学研究所所长伦卡·赫拉夫科娃，和該大學日耳曼研究系講師扬·德拉斯克。其餘死亡者中是學生， 包括一名兼任《人民新聞報》報紙的校對員、一名在國內和國際比賽中贏得九枚獎牌的鉛球運動員、以及一名維利喬夫斯基村志願消防隊的成員。伤者中10人伤势严重，并有三名外国公民受伤，其中一人为荷兰公民，两人为阿联酋公民。此外，街上还有三名行人被枪手从屋顶开枪打伤，枪手还打中一辆民用车及多辆警车。

## 嫌犯
国际刑警组织布拉格分部的一名警察确认凶手为24岁的世界史学生大卫·科扎克，他来自距布拉格21公里的克拉德诺县霍斯托温，获查理大学文学院历史与欧洲学学士学位；警方表示他此前没有犯罪记录。
捷克警察总长马丁·冯德拉舍克表示枪手有持枪证，名下登记有八把枪。作为欧盟成员国，捷克遵守《欧洲枪支指令》。2021年，捷克《基本权利与自由宪章》进行了修订，正式赋予公民持枪捍卫自己及他人的权利，同时表示该权利不能被额外的法律限制。根据捷克有关法律，满21周岁的公民可在持医疗检查报告、无犯罪记录、通过武器熟练度考试的情况下获取持枪证，合法持有枪支。尽管如此，枪支暴力在捷克十分罕见。根据2022年的一份官方数据，捷克全国共有31.3万名合法持枪者，他们共持有100万把登记枪支。
在一個被認為属于凶手的Telegram账号中，有一篇用流利俄語撰寫的文章，该文章赞扬了俄罗斯两位校园枪击案枪手，一位是2021年喀山校园枪击事件主犯伊尔纳兹·加利亚维耶夫（Ilnaz Galyaviev），一位是2023年布良斯克校园枪击案主犯阿琳娜·阿法纳斯金娜（Alina Afanaskina）；此外，凶手还在文章中透露自杀想法。警方未正式确认捷克媒体公布的上述信息，據一些報導稱，该Telegram账号很可能是伪造的，其中一篇贴文在枪手自杀后被编辑过，其他贴文可能是由母语为俄语的人士撰写。
捷克内政部长维特·拉库桑表示未发现其他嫌犯，但敦促所有人與警方合作，同時補充說，调查人员未发现案件与意識形態或極端主義有关联。

## 各方反应

### 捷克国内

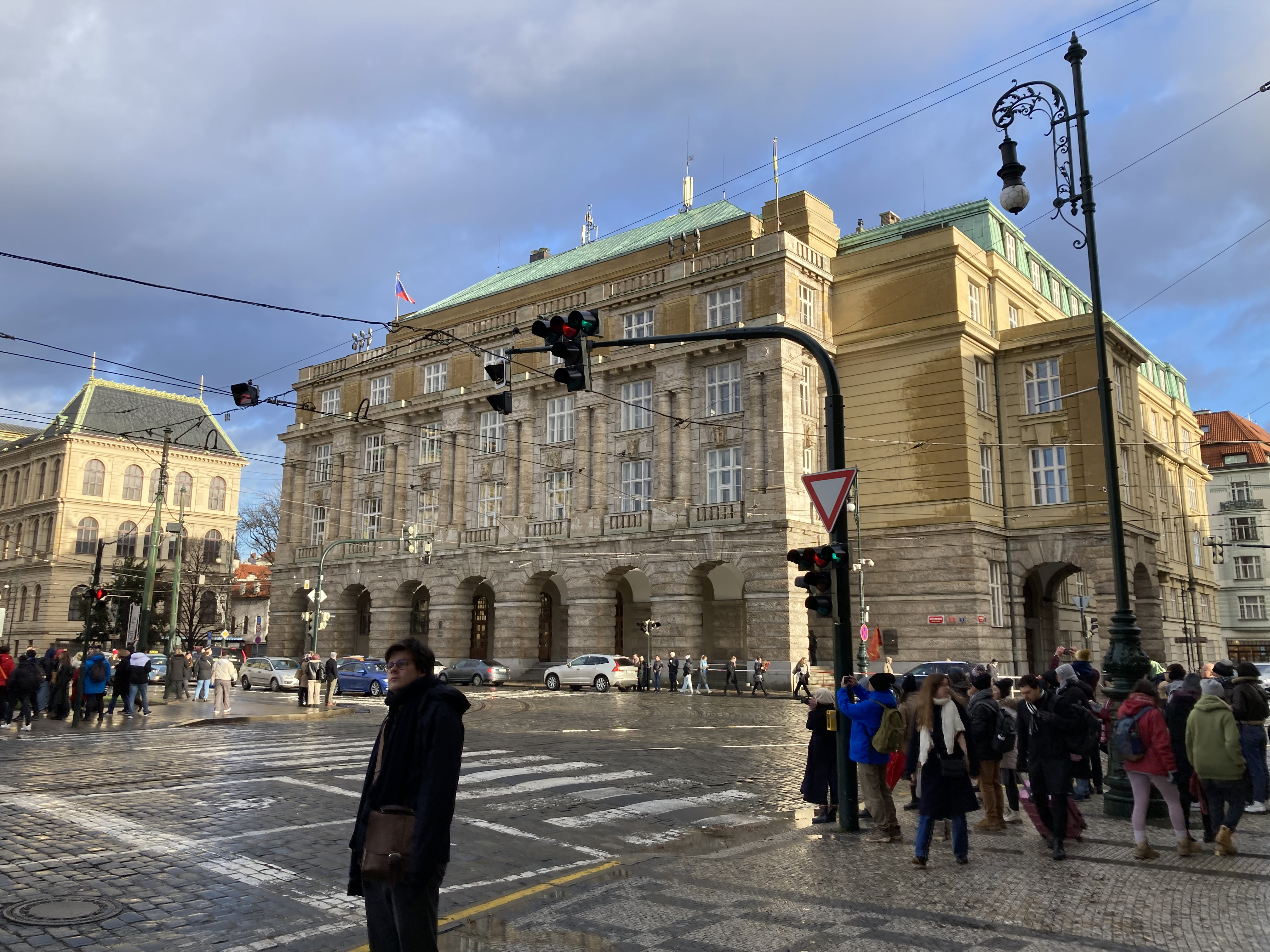
枪击事件发生后的第二天，文学院大楼。 (22.12.2023).

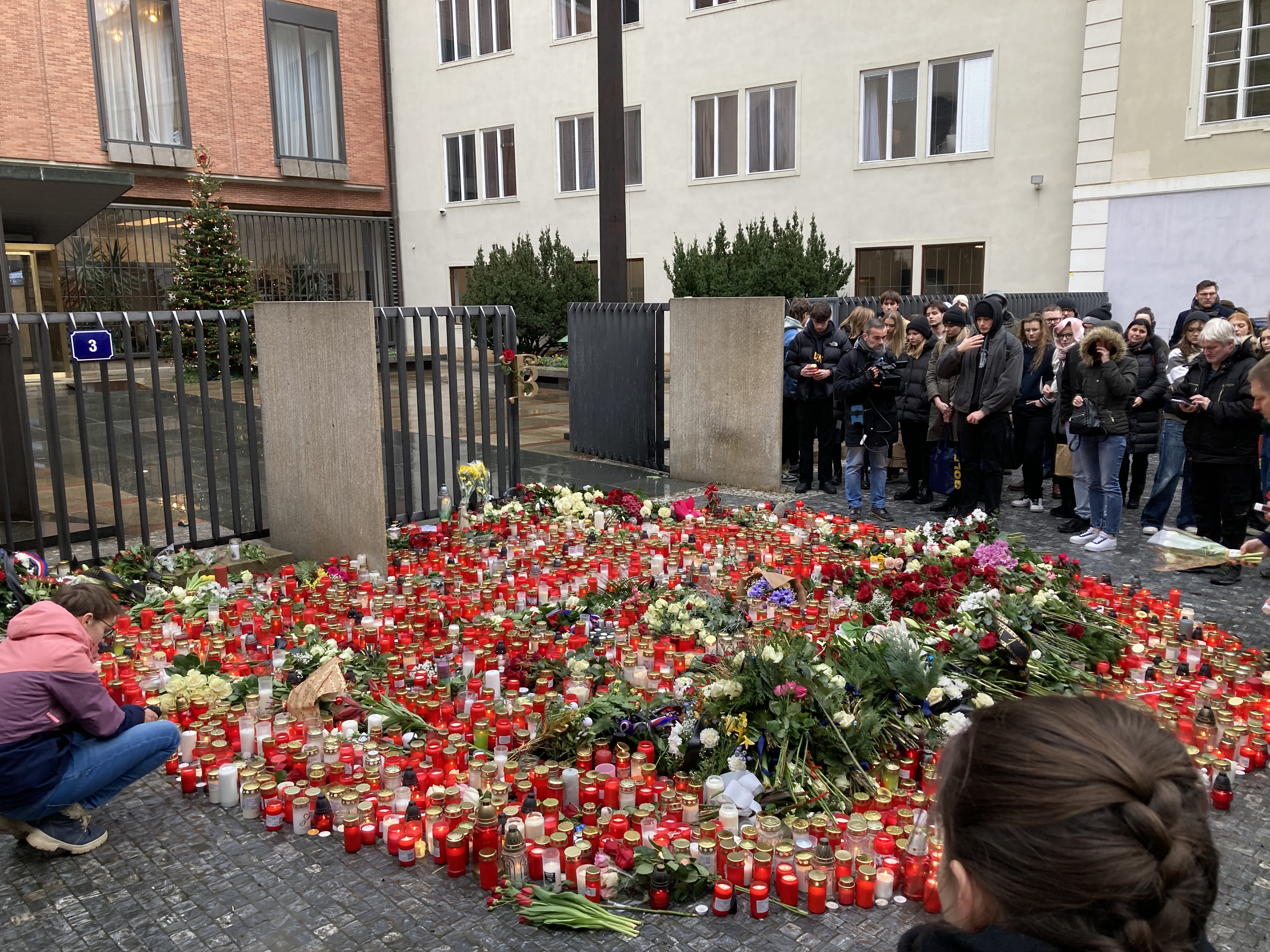
案发第二天，查理大学所在地卡羅萊姆外的纪念花束

案发当晚，有民众在案发的查理大学献花燃蜡烛哀悼遇害者。事发当晚，查理大学基金会启动线上人道主义筹款活动，为受害者筹款。截至第二天，有25万人捐赠了3100万克朗。
案发后不久，捷克总理彼得·費亞拉取消前往奧洛穆茨出席活动的计划，改前往布拉格视察。他宣布12月23日为全国哀悼日，全国下半旗致哀，同时当天中午举行默哀，为遇难者敲丧钟。当天圣维特主教座堂为遇难者举行弥撒，布拉格大主教扬·格劳布纳主持仪式，捷克参议院议长米洛什·维斯特奇尔、众议院议长馬克塔·佩卡洛娃·阿達莫娃及查理大学校长米莱娜·克拉利奇科娃出席。捷克总统彼得·帕維爾通过社交媒体向遇难者亲友表示“诚挚慰问”，同时缩短前往法国的行程。
布拉格斯拉维亚原计划在主场与圣普尔顿进行一场女子欧冠联赛，后因枪击事件推迟。多项文体活动取消，各地的圣诞市场因应局势取消或缩小规模
案发发生后，有四人因扬言策划类似事件，或是对枪击案表示认可，遭到警方逮捕。警方也在学校等重点地区加强巡逻，有关措施持续到2024年1月1日。当局也接到多个声称有袭击事件发生的假报警，其中两个报警声称布拉格出现炸弹。在斯洛伐克日利納，一名64岁男子在案发当晚致电紧急服务部门，声称自己打算做“布拉格发生的事情”，遭到警方逮捕。

### 世界各国
世界各国的政要向事件受害者致哀，包括欧盟委员会主席乌尔苏拉·冯德莱恩、美国总统乔·拜登与第一夫人吉尔·拜登、乌克兰总统弗拉基米尔·泽连斯基、加拿大总理賈斯汀·杜魯多、以色列总统艾萨克·赫尔佐格、斯洛伐克总统苏珊娜·查普托娃与总理罗伯特·菲佐、德国总理奥拉夫·朔尔茨、匈牙利总理奥班·维克多、法国总统埃马纽埃尔·马克龙、芬兰总统绍利·尼尼斯托、中華民國總統蔡英文、越南国家主席武文赏等。土耳其外交部也表达哀悼。

### 对媒体的批评
有专业人士担心大规模枪击案出现蔓延迹象，指案件枪手科扎克就是受过往的枪击事件及媒体广泛报道启发而犯案。当地部分电视台，如新星电视台和CNN Prima News直接公开案发现场的原始画面，包括枪手在大楼画廊的情况。对此，捷克警方多次呼吁民众不要转发与案件有关的视频及照片；而对于其中一些遭到广泛传播的视频，警方表示无对策。捷克内政部长维特·拉库桑也做出同样的呼吁。
查理大学社会科学学院传播研究与新闻学院学生发表公开信，称部分媒体公开犯罪现场画面、对犯罪过程的详细描述让学院学生陷入恐慌，同时批评公开案件受害者身份的行为。该校新闻系主任爱丽丝·涅姆科娃·特伊卡洛娃（Alice Němcová Tejkalová）呼吁媒体保持克制。